# 충청북도단재교육연수원
충청북도단재교육연수원(忠淸北道丹齋敎育硏修院)은 지방교육자치에 관한 법률 제32조에 따라 각급학교 교직원 및 교육행정기관 소속 공무원의 자질향상과 투철한 교직관을 확립, 국민교육에 헌신하도록 하기 위하여 충청북도교육청 산하에 설치된 소속기관이다.